# Cendejas de la Torre
Cendejas de la Torre és un municipi de la província de Guadalajara, a la comunitat autònoma de Castella-La Manxa.

## Demografia
| 1991 |  | 1996 |  | 2001 |  | 2004 |  | 2006 |
| ---- |  | ---- |  | ---- |  | ---- |  | ---- |
| 127  |  | 113  |  | 84   |  | 69   |  | 65   |